# Đội tuyển bóng đá bãi biển quốc gia Oman
Đội tuyển bóng đá bãi biển quốc gia Oman đại diện Oman ở các giải thi đấu bóng đá bãi biển quốc tế và được điều hành bởi Hiệp hội bóng đá Oman, cơ quan quản lý bóng đá ở Oman.

## Đội hình hiện tại
Chính xác tính đến tháng 9 năm 2011.

Ghi chú: Quốc kỳ chỉ đội tuyển quốc gia được xác định rõ trong điều lệ tư cách FIFA. Các cầu thủ có thể giữ hơn một quốc tịch ngoài FIFA.
| Số | VT | Quốc gia | Cầu thủ            |
| -- | -- | -------- | ------------------ |
| 1  | TM |          | Abdullah Al Qasmi  |
| 2  | HV |          | Juma Al Wahaibi    |
| 4  | HV |          | Yahya Al Araimi    |
| 5  | HV |          | Nasser Al Mukhaini |
| 6  | HV |          | Khalid Al Rajhi    |

| Số | VT | Quốc gia | Cầu thủ           |
| -- | -- | -------- | ----------------- |
| 3  | TV |          | Jalal Al-Sinani   |
| 7  | TV |          | Haitham Al Araimi |
| 8  | TĐ |          | Yaqoob Al Alawi   |
| 9  | TV |          | Faisal Al Balushi |
| 10 | TĐ |          | Hani Al Dhabit    |
| 11 | TV |          | Ishaq Al Qassmi   |
| 12 | TM |          | Harib Showan      |

Huấn luyện viên: Talib Al Thanawi

## Cầu thủ nổi tiếng
Hani Al Dhabit

## Thành tích
- Thành tích tốt nhất tại Vòng loại giải vô địch bóng đá bãi biển thế giới khu vực châu Á: Vô địch
  - 2015
- Thành tích tốt nhất tại Đại hội thể thao bãi biển châu Á: Vô địch
  - 2008